# Wataru Noguchi
Wataru Noguchi (født 18. januar 1996) er en japansk fodboldspiller, som spiller for den japanske fodboldklub Giravanz Kitakyushu.